# Obwód Jasło Armii Krajowej

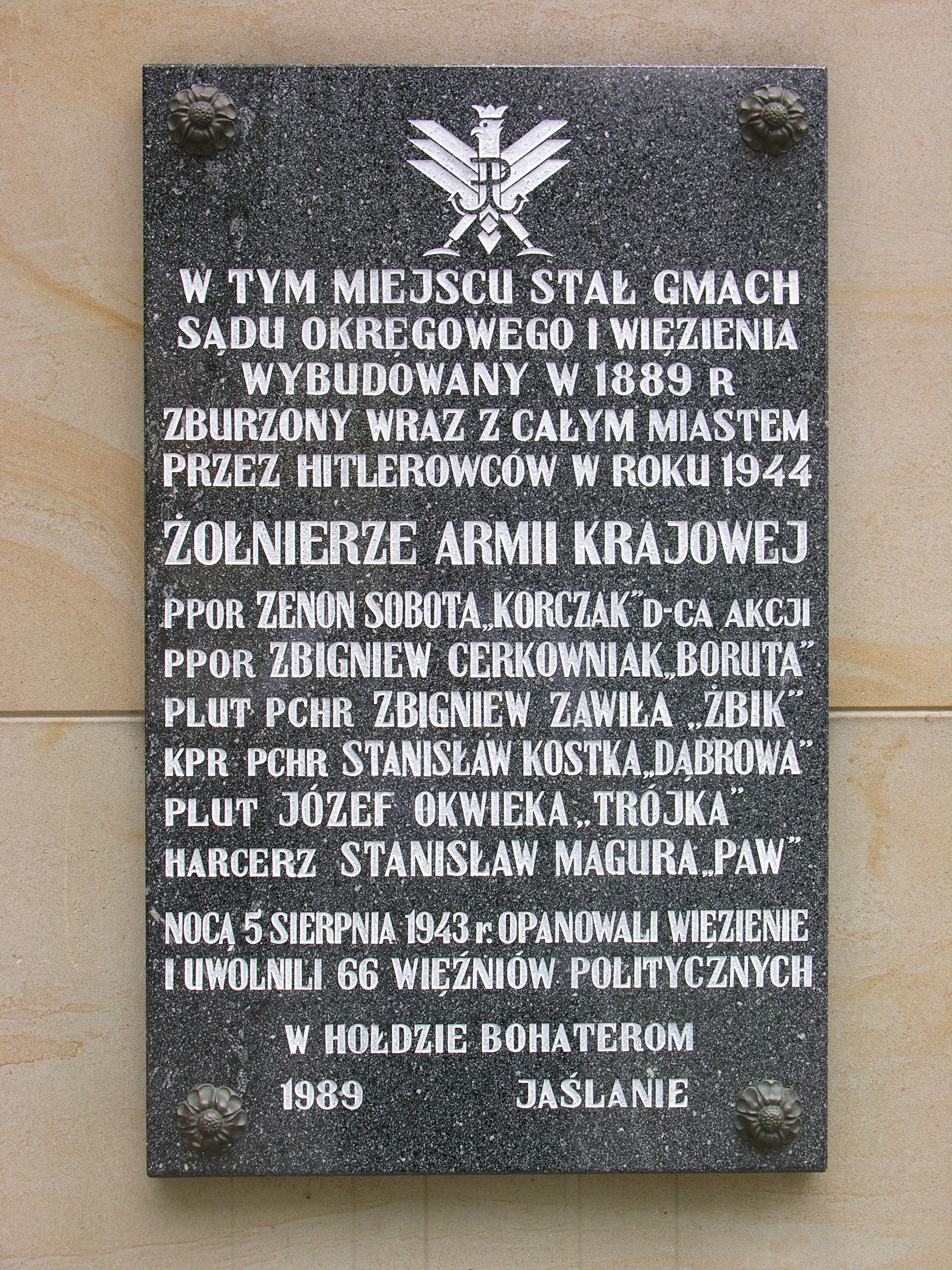
Tablica upamiętniająca rozbicie więzienia przez AK

Obwód Jasło Związku Walki Zbrojnej, a następnie Armii Krajowej.
Organizator i dowódca Obwodu ZWZ-AK „Jasło”, od stycznia 1940 roku do końca akcji „Burza” w 1944 roku:
Ppłk Józef Modrzejewski (ur. 14 lutego 1909) w m. Kuźnice) ps. „Lis” – Kawaler Krzyża Srebrnego Virtuti Militari, dowódca 5 Pułku Strzelców Podhalańskich AK, pierwszy kierownik Rejonu WiN Krosno, a następnie w Okręgu WiN Rzeszów w 1946 r.
Kapelanami Obwodu byli ks. Adam Józefczyk ps. „Królik”, wikariusz z Kołaczyc, którego poszukiwało gestapo. Ukrywał się  od 28 lipca do 21 sierpnia 1944 r. na plebanii Sieklówka oraz dotychczasowy ojciec duchowy Narodowej Organizacji Wojskowej, która od 1943 weszła w skład AK – ks. Florian Zając  – proboszcz w Bączalu Dolnym.
Struktura Obwodu:
Obwód „Jasło” składał się z 3 podobwodów, w każdym po 3 placówki (Skołyszyn, Jodłowa, Brzostek, Jasło, Tarnowiec, Kołaczyce, Dębowiec, Osiek Jasielski, Nowy Żmigród).
Wydawał własne gazetki:
- „Nasz Przegląd”,
- „Biuletyn Radiowy”,
- „Pobudkę”.

Miał własny wywiad i kontrwywiad oraz służbę sanitarną.
Przez teren Obwodu przebiegały 2 trasy przerzutowe. Pierwsza o kryptonimie „Korytarz” przez Jasło, Dębowiec, Osiek, Załęże, Nowy Żmigród, góra Kamień koło Krempnej lub Hałbów na Słowację, a druga o krypt. „Jaga” a od 1942 r. „Kora” przez Jasło, Krosno, Wyżną Wolę, Humenne aż do Budapesztu.
Obwód miał 2 pola zrzutowe. Na polu „Jaskółka” (między Bieździadką, Sieklówką i Warzycami) odebrano zrzut na Wielkanoc, a na „Jastrząb” zlokalizowanym między Świerchową, Łajscami i Łężynami latem 1944 r.
Sztab Obwodu AK Jasło kwaterował w czasie akcji „Burza” na plebanii Sieklówka.
Z AK współpracował działający tu Polski Komitet Opieki, wspierający potrzebujących pomocy, w tym więźniów i wysiedleńców.
Ważniejsze akcje bojowe:
- 5 sierpnia 1943 – napad na więzienie w Jaśle (Akcja Pensjonat), oceniany wtedy jako największy wyczyn ruchu oporu w Polsce południowej.
- 5 grudnia 1943 – akcja zdobycia broni dokonana nocą na magazyn „Gamratu”. Przeprowadziły ją  patrole dywersyjne z Warzyc i Dębowca. Pierwszym dowodził por. Antoni Holik ps. „Gazda”, drugim ppor. Antoni Zawadzki ps. „Teresa”. Bezpośrednio podlegali oni biorącemu w akcji komendantowi Obwodu kpt. Modrzejewskiemu ps. „Lis”. Z Podzamcza w trzech grupach przeprawiono się wpław przez Wisłokę, a stamtąd udało się podejść pod rusznikarnię. Grupy dywersyjne zdobyły wtedy dużą ilość broni i amunicji.

## Upamiętnienie
Tradycje inspektoratu kultywuje 3 Podkarpacka Brygada Obrony Terytorialnej.